# Cosmocomoidea kikimora
Cosmocomoidea kikimora – gatunek błonkówki z rodziny rzęsikowatych.
Gatunek ten został opisany w 2013 roku przez Siergieja Triapicyna jako Gonatocerus (Cosmocomoidea) kikimora. Cosmocomoidea została wyniesiona do rangi osobnego rodzaju przez Johna Hubera w 2015 roku.
Samica ma ciało długości 950–1375 μm, barwy brązowej do ciemnobrązowej. Czułki o członach funikularnych stosunkowo krótkich i szerokich, na drugim z nich obecne jedno sensillum placodeum. Mesosoma jest nieco dłuższa od metasomy. Na poztułowiu żeberka submedialne sięgają jego przedniej krawędzi, gdzie łączą się ze sobą. Środkowe części przednich skrzydeł są nieco brązowawo podbarwione. Dysk skrzydła tylnego jest prawie przezroczysty. Pokładełko zajmuje od 60 do 90% długości gaster i najwyżej nieco wystaje poza jego tylny brzeg.
Błonkówka znana z Hubei i Zhejiangu w Chinach oraz Kraju Nadmorskiego w Rosji.